# سید کامل امامی
سید کامل امامی زنبیل متخلص به ئاوات و معروف به سیدِ زنبیل (به کردی: سه‌ید کامیلی ئیمامی) (۱۲۸۲ خورشیدی، زنبیل– ۱۳۶۸ خورشیدی در بوکان) شاعر، مترجم و استاد علوم دینی و معارف اسلامی بود.

## زندگی
سید کامل امامی از شاعران مشهور در میان مردمان کرد است. امامی، متخلص به ئاوات (آوات)، در سال ۱۲۸۲ خورشیدی در خانواده‌ای مذهبی و از سلسهٔ سادات مشایخ زنبیل شهر بوکان متولد شد. در دوران کودکی و نوجوانی، به درخواست پدر، به تحصیل علم در حضور فقها و استادان علوم دینیِ آن زمان با علوم و معارف اسلامی آشنا شد و به‌صورت کامل این علوم را فراگرفت.
اشعارش و همچنین نوشته‌های سید کامل بیانگر استعداد و رغبت او به دنیای شعر و قصیده و غزل است که سال‌ها بر آن استوار ماند.
اشعار آوات، همچون دیگر شاعران دوران او، با مضامین بلند دینی، اجتماعی، و میهنی در قالب مداحی و شعر به نظم درآمده‌است.
سید کامل امامی در زمان حیات خود؛ اقدام به چاپ اشعار و غزلیاتش با عنوان دیوان ئاوات کرد که بسیاری از سروده‌هایش را دربرمی‌گیرد. او پس از سال‌ها فعالیت هنری و سرودن اشعار کردی و فارسی، در سال ۱۳۶۸ در ۸۶ سالگی در شهر بوکان درگذشت.